# フリスコ・ラフライダーズ
フリスコ・ラフライダーズ（Frisco RoughRiders）は、マイナーリーグ（MiLB）、AA（ダブルA）テキサスリーグ南地区所属のプロ野球チーム。本拠地はテキサス州フリスコにあるライダーズ・フィールド。現在はMLB・テキサス・レンジャーズ傘下のチームとして活動している。

## 歴史
1971年、「シュリーブポート・キャプテンズ」として誕生。
2001年、「シュリーブポート・スワンプドラゴンズ」に改名。
2002年9月26日、「フリスコ・ラフライダーズ」に改名、テキサス・レンジャーズと提携する。
2003年、本拠地の命名権をテキサス州にあるドクターペッパーの発売元、ドクターペッパー・スナップル・グループが買収。「ドクターペッパー・セブンアップ・ボールパーク」に（2006年3月31日に「ドクターペッパー・ボールパーク」に改名）。同年、地区優勝を果たし、チャンピオンシップ・シリーズに出場したが、サンアントニオ・ミッションズに敗れた。
2004年、2年連続で地区優勝し、チャンピオンシップ・シリーズも制覇。初のリーグ優勝を果たした。
2005年は58勝82敗と大きく負け越した。
2006年は72勝68敗で3位に終わった。
2007年、過去最高成績の82勝55敗でプレーオフに進出するも、1次ラウンドでミッションズに3連敗し敗退し、地区優勝を逃した。
2008年、プレーオフを突破し、チャンピオンシップ・シリーズに出場するもアーカンソー・トラベラーズに敗れ敗退。
2022年、18年ぶり2度目のリーグ優勝を果たした。